# کارولین وریلند
کارولین وریلند (انگلیسی: Caroline Vreeland؛ زادهٔ) خوانندگی، ترانه‌سرا، هنرپیشه، مدل، نویسنده، تهیه‌کننده اهل ایالات متحده آمریکا است. وی از سال ۲۰۱۴ میلادی تاکنون مشغول فعالیت بوده‌است.